# Giannina e Bernardone
Giannina e Bernardone (Giannina y Bernardone) es un drama jocoso en dos actos con música de Domenico Cimarosa y libreto en italiano de Filippo Livigni. Se estrenó en el Teatro San Samuele de Venecia, Italia en el otoño de 1781. Fue pronto repuesto en la misma ciudad en el año 1786 como el intermezzo Il villano geloso ("El campesino celoso").